# Cynomorium coccineum
Espèce
Classification APG III (2009)
Classification APWebsite
Le cynomorium écarlate, (Cynomorium coccineum ), encore appelé Għerq tal-Ġeneral en maltais (Racine du Général), champignon de Malte ou éponge de Malte est une plante vivace parasite de la famille des Cynomoriaceae.

## Biologie
Espèce parasitant des espèces des genre Tamarix, Salsola et Limonium ainsi qu’Halimione portulacoides, n'apparaissant qu'à la floraison sous la forme d'une inflorescence en épis dense.

## Distribution
Sud de l'Espagne et du Portugal, Corse, Sardaigne, Sicile, Malte, Tunisie, Maroc, Sinai, Palestine, Iran, Asie Centrale. Au Kirghizistan, on le trouve à plus de 1 600 mètres d'altitude.

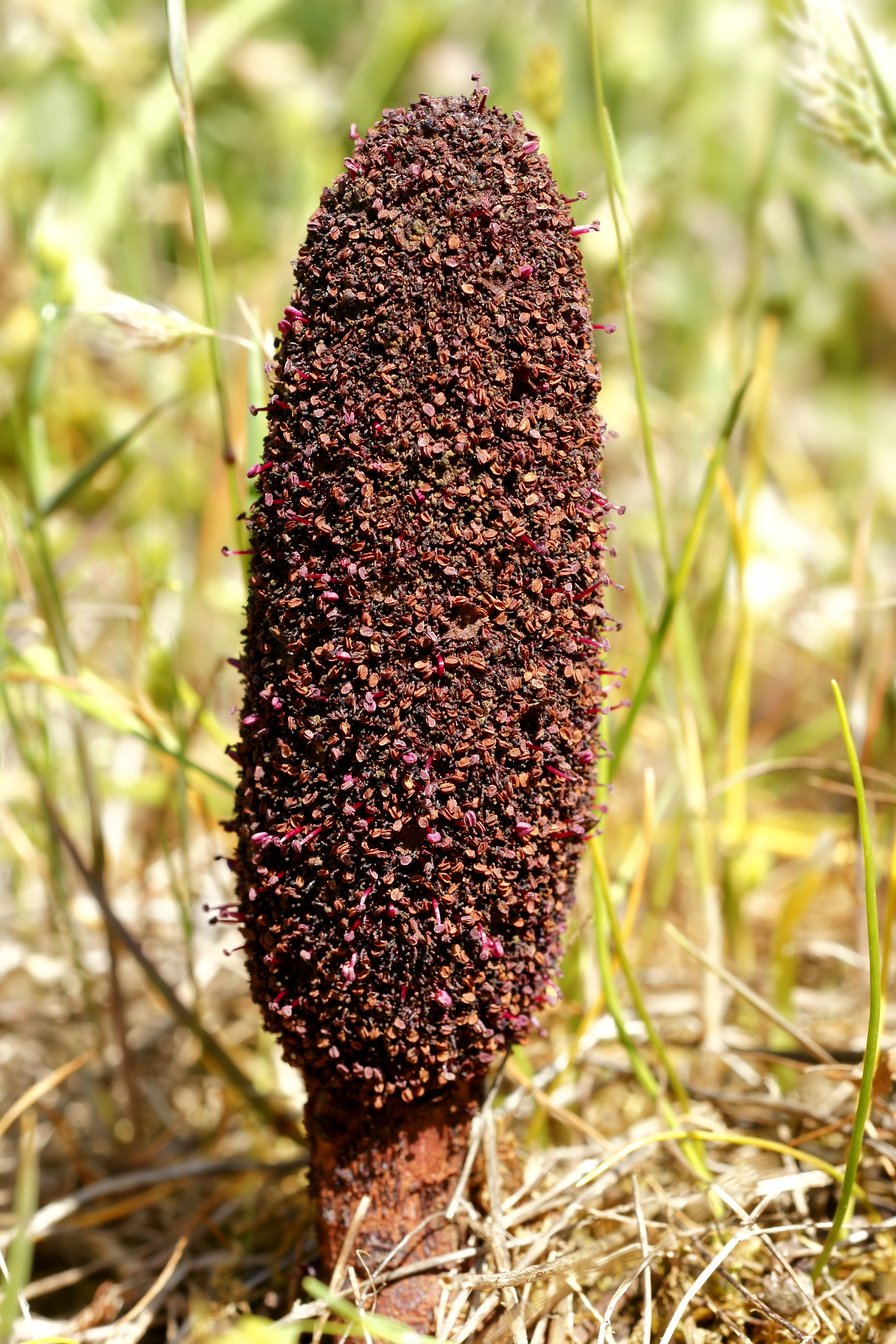
Cynomorium coccineum

## Description
Épi floral brun-rouge de 15 à 30 cm de haut.
Tige courte et écailleuse (feuilles en  forme d'écailles).
Fleurs unisexuées, mâles à une seule étamine.

## Habitats
Lieux sableux parfois salins, sur les côtes.

## Utilisation médicinale
On trouve le cynomorium écarlate - Għerq tal-Ġeneral en maltais (Racine du Général) - à l'ouest de Gozo à l'entrée de Dwejra Bay sur un îlot appelé Ġebla tal-Ġeneral (rocher du Général) ou Fungus Rock (rocher des champignons) car on croyait encore à l'époque britannique qu'il s'agissait d'un champignon. Il rentrait dans la pharmacopée de la Sacra Infermeria, une fois disséqué et réduit en poudre, pour les traitements de la dysenterie, des hémorragies et des vomissements
. Il aurait eu aussi des vertus aphrodisiaques. Très recherché au XVIIIe siècle, il devint très cher. Les Hospitaliers de l'ordre de Saint-Jean de Jérusalem avaient le monopole de sa récolte et de son commerce. Le grand maître de l'ordre de Saint-Jean de Jérusalem Manoel Pinto da Fonseca mit le rocher, en 1744, sous contrôle militaire interdisant à quiconque de s'approcher du celui-ci. Le seul responsable de la récolte accédait au rocher par un système de va-et-vient grâce à une nacelle d'osier.